# Balıkesir
Balıkesir (fino al 1926 Karesi) è una città della Turchia, centro dell'omonima provincia e dell'omonimo distretto. Con una popolazione di 267 903 abitanti, è una destinazione popolare del turismo interno turco.